# نمایندگی دائم ارمنستان در سازمان ملل متحد
نماینده دائمی ارمنستان در سازمان ملل متحد (ارمنی: Միավորված ազգերի կազմակերպությունում Հայաստանի մշտական ներկայացուցչություն) نمایندگی دیپلماتیک جمهوری ارمنستان در سازمان ملل متحد می‌باشد.

## نمایندگان دائمی
- آلکساندر آرزومانیان (۱۹۹۲–۱۹۹۴)
- موسس آبلیان (۱۹۹۴–۲۰۰۳)
- آرمن مارتیروسیان (۲۰۰۳–۲۰۰۹)
- کارن نازاریان (۲۰۰۹–۲۰۱۴)
- زهراب مناتسکانیان (۲۰۱۴–۲۰۱۸)
- مهر مارگاریان (۲۰۱۸-اکنون)